# BlueEyesSoul
BlueEyesSoul är ett kristet soul/funk-band från Stockholm som framför allt kombinerar musikgenrerna funk, soul och rock. 
Blue Eyes Soul som band grundades år 2005 i Stockholm och består av Eric Liljero, Kefa Figaro, Mike Eriksson, Rille Säfsten och Joakim Ågren. De släppte sitt första album, Hands Up, den 18 april 2007 efter att ha turnerat i större delen av Norden.
I september 2007 släppte bandet musikvideon till deras låt "I won't deny you". 

## Diskografi

### Singlar
- 2007 - I Won't Deny You

### Album
- 2007 - Hands Up